# Karen Disher
Pour les articles homonymes, voir Disher.
Karen Disher est une animatrice, réalisatrice, doubleuse et artiste de storyboard américaine née le 6 août 1972. Elle travaillait pour la succursale de la 20th Century Fox Animation, Blue Sky Studios.

## Filmographie

### Réalisatrice
- 1997 : Cartoon Sushi
- 1997-2001 : Daria (57 épisodes)
- 2000 : Vivement la rentrée
- 2002 : Daria: Look Back in Annoyance
- 2002 : Adieu le lycée
- 2008 : Sid : Opération survie coréalisé avec Galen Tan Chu
- 2011 : L'Âge de glace : Un Noël de Mammouths

#### Annulé
- Foster coréalisé par Steve Martino

### Scénariste
- 2019 : Les Incognitos creative leadership

### Animatrice
- 1995 : Toy Story
- 1997 : Daria
- 1994-1997 : Beavis et Butt-Head (45 épisodes)
- 2000 : Life
- 2002 : Adieu le lycée
- 2006 : L'Âge de glace 2
- 2008 : Horton
- 2011 : Rio

### Artiste du storyboard
- 2003 : Nom de code : Kids Next Door (1 épisode)
- 2005 : Robots
- 2006 : L'Âge de glace 2
- 2008 : Sid : Opération survie
- 2009 : L'Âge de glace 3
- 2012 : L'Âge de glace 4
- 2014 : Rio 2
- 2015 : Snoopy et les Peanuts, le film
- 2016 : L'Âge de glace 5
- 2017 : Ferdinand
- 2019 : Les Incognitos

### Actrice
- 1999 : Daria : Sally (1 épisode)
- 2008 : Horton : L'enfant qui dit qui
- 2008 : Sid : Opération survie : S'more
- 2009 : L'Âge de glace 3 : Scratte
- 2011 : Rio : Maman oiseau
- 2012 : L'âge de glace 4 : Scratte (caméo)